# Hoài An, Giang Tô
Hoài An (tiếng Trung: 淮安; bính âm: Huái'ān), trước năm 2001 được gọi là Hoài Âm (tiếng Trung: 淮阴; bính âm: Huáiyīn) là một thành phố cấp địa khu ở miền bắc tỉnh Giang Tô, Cộng hòa Nhân dân Trung Hoa. Hoài An giáp Tú Thiên về phía tây bắc, Liên Vân Cảng về phía Bắc, Diêm Thành về phía đông, Dương Châu về phía đông nam, và tỉnh An Huy về phía tây nam.

## Hành chính
Địa cấp thị Hoài An quản lý 7 đơn vị cấp huyện, bao gồm 4 quận (khu) và 3 huyện.
4 quận:
- Hoài An (淮安区)
- Hoài Âm (淮阴区)
- Thanh Giang Phố (清江浦区)
- Hồng Trạch (洪泽区)

3 huyện:
- Kim Hồ (金湖县)
- Hu Dị (盱眙县)
- Liên Thủy (涟水县)

Các đơn vị hành chính này được chia nhỏ thành 127 đơn vị cấp hương, bao gồm 84 hương, 33 trấn và 10 nhai đạo.

## Nhân vật nổi tiếng
- Hàn Tín
- Chu Ân Lai